# Lennart Silfverstolpe
Lennart Mascoll Silfverstolpe (ur. 27 czerwca 1888 w Simtunie, zm. 4 sierpnia 1969 w Sztokholmie) – szwedzki tenisista, olimpijczyk.
Brał udział w igrzyskach olimpijskich w Sztokholmie (1912).

## Wyniki olimpijskie
| Konkurencja           | 1/16 finału                   | 1/8 finału            | Ćwierćfinał           | Półfinał              | Finał / Mecz o trzecie miejsce |
| Konkurencja           | Przeciwnik Wynik              | Przeciwnik Wynik      | Przeciwnik Wynik      | Przeciwnik Wynik      | Przeciwnik Wynik               |
| --------------------- | ----------------------------- | --------------------- | --------------------- | --------------------- | ------------------------------ |
| Gra pojedyncza w hali | Anthony Wilding 0:6, 1:6, 1:6 | → Nie awansował dalej | → Nie awansował dalej | → Nie awansował dalej | → Nie awansował dalej          |